# Orø
Orø ist eine dänische Insel im Isefjord, die den Nordwesten der dänischen Hauptinsel Seeland einschneidet. Die Insel ist etwa 15 km² groß und zählt 1003 Einwohner (1. Januar 2023), die sich auf die vier Dörfer Bybjerg, Brønde, Gamløse und Næsby verteilen. Dazu kommen 1400 Ferienhäuser.
Orø bildet mit einigen vorgelagerten unbewohnten Inseln eine eigene Kirchspielsgemeinde (dän.: Sogn) Orø Sogn, die bis zum 1. April 1933 zur Harde Horns Herred im Frederiksborg Amt gehörte und dann der Tuse Herred im damaligen Holbæk Amt zugeschlagen wurde. Ab 1970 gehörte sie zur Holbæk Kommune im damaligen Vestsjællands Amt, die mit der Kommunalreform zum 1. Januar 2007 in der „neuen“ Holbæk Kommune in der Region Sjælland aufgegangen ist.
Orø gehört zum Verband dänischer Kleininseln.
Im Norden der Insel liegt der 1,6 Meter hohe, 1,9 Meter breite und 3,5 Meter lange Orø-Stein (dän.: „Orøsten“), ein Findling aus Bornholmer Granit von etwa 20 Tonnen Gewicht. Er wurde im Jahr 1983 in Lindhøjgård gefunden und 1996 an seinen heutigen Standort an der Straße nach Næsby (Næsbyvej) transportiert. Nicht zu verwechseln mit dem Oresten im Tybjerg Skov bei Næstved.